# Novellino
Il Novellino é uma recolha de novelas toscanas que remonta às últimas duas décadas do Duecento. A obra também é conhecida como “Livro de novelas e de belo falar gentil” (em língua italiana, Libro di novelle e di bel parlar gentile), título do manuscrito mais antigo que nos chegou (m.s Firenze, BNCF, Panciatichiano 32) ou ainda “As cem novelas antigas” (Le ciento novelle antike), título com o qual foi publicada pela primeira vez em 1525 em Bolonha por um amigo de Pietro Bembo (1470 - 1547), Carlo Gualteruzzi (1500 - 1577).

## Autor
A identidade do autor (ou autores) é desconhecida. Também desconhecido é o compilador de suas muitas histórias e anedotas. Os poucos traços que podem ser delineados acerca do autor do Novellino são inferidos da própria obra e permanecem genéricos: ele era de origem florentina, talvez um gibelino, seguramente um laico.

## Conteúdo
A recolha originária, denominada “Ur-Novellino” pelos estudiosos (vide Conte 2001) continha por volta de 85 módulos. A maior parte das novelas não é totalmente original, mas extraída de fontes latinas da Antiguidade Clássica e da Idade Média. Apenas na “versão vulgata”, que remonta ao Cinquecento (ou seja, posterior ao Decameron, de Boccaccio), a obra é composta por 100 novelas.
Vários são os temas desenvolvidos: histórias míticas, encontros entre nobres, casos amorosos mais ou menos afortunados. Os protagonistas das novelas, por sua vez, são personagens ilustres seja da Antiguidade (como Alexandre Magno, Trajano e Sócrates) quanto da Idade Média (Ricardo Coração de Leão, Carlos Magno e Frederico Barbarossa), da Bíblia (David e Salomão), da mitologia clássica (Hércules e Narciso), do ciclo arturiano (Rei Artur, Lancelote e Tristão), do mundo islâmico (Saladino) assim como da Itália medieval (Frederico II do Sacro Império e Carlos de Anjou).

## Estilo
A simplicidade do estilo do Novellino, com sua sintaxe baseada na coordenação mais do que na subordinação (em poucos casos, com orações relativas e consecutivas), não diminui o valor literário da obra, mas fornece ao texto uma prazerosa e viva imediatez. Como afirma, Sebastiano Lo Nigro, um dos editores do texto: “A partir de uma análise de tal ordem, surge, como primeiro resultado importante, a demonstração bastante persuasiva do caráter literário da prosa do Novellino, a qual não se deve considerar o produto de uma adesão ingênua aos modos elementares e desconexos do falar, mas uma criação artística deliberada que responde a uma bastante precisa exigência de estilo e cultura”. Outra contribuição à eficácia do Novellino é a vontade do autor em não divagar em aprofundamentos psicológicos das personagens ou em descrições minuciosas de sua ambientação.

## Edições
- Alvaro, Corrado. Il Novellino ossia Le cento novelle antiche. Italia: Garzanti, 1945.
- Biagi, Guido. Le novelle antiche dei codici Panciatichiano-palatino 138 e Laurenziano-gaddiano 193. Firenze: Sansoni, 1880.
- Carbone, Domenico. Il Novellino ossia Libro di bel parlar gentile con aggiunta di dodici novelle di Franco Sacchetti. Firenze: G. Barbèra, 1872.
- Conte, Alberto. Il Novellino. Roma: Salerno Editrice, 2001.
- Di Francia, Letterio. Le cento novelle antiche o Libro di novelle e di bel parlar gentile detto anche Novellino. Torino: UTET, 1930.
- Favati, Guido. Il Novellino. Testo critico, introduzione e note. Genova: Fratelli Bozzi, 1970.
- Lo Nigro, Sebastiano. Novellino e conti del Duecento. Torino: UTET, 1963.
- Manni, Domenico Maria. Libro di Novelle e di Bel Parlar Gentile contenente Cento Novelle Antiche, t. 1. Firenze: Stamperia di Giuseppe Vanni, 1778.
- Mouchet, Valeria. Il Novellino. Bergamo: BUR, 2015.
- Segre, Cesare. “Il ‘Novellino’”. In. La prosa del Duecento. Milano: Riccardo Ricciardi Editore, 1959, pp.793-881.

## Traduções
- Cingria, Charles-Albert. Le Novellino. Les cent nouvelles antiques ou le livre du beau parler gentil. Saverne: Club des Libraires de France, 1955.
- Consoli, Joseph P. The Novellino or One hundred ancient tales. An Edition and Translation based on the 1525 Gualteruzzi edition princeps. New York: Routledge, 1997.
- Juliani, Talita Janine; Nápoli, Tiago Augusto. O Novellino. Introdução, tradução e notas. São Paulo: Editora Mnēma, 2024.
- Payne, Roberta L. The Novellino. New York: Peter Lang, 1995.
- Storer, Edward. Il Novellino. The Hundred Old Tales. London: George Routledge & Sons Ltd., 1925.